# Cam Gigandet
Cam Gigandet, (n. 16 august 1982) pe numele său întreg Cam Joslin Gigandet este un actor american, binecunoscut pentru rolul Kevin Volchok din serialul The O.C. transmis de televiziunea Fox sau Ryan McCarthy din filmul Never Back Down. În 2008, Gigandet a jucat în seria Twilight, realizat după romanul lui Stephenie Meyer.

## Biografie
S-a născut în Tacoma,  Washington. Părinții săi sunt Jay și Kim Gigandet și mai are o soră, Kelsie. După ce a absolvit liceul Auburn Senior din Auburn, în 2001, s-a mutat în California, unde a studiat la Colegiul Santa Monica. Aici a urmat pentru prima oară lecții de actorie. Este un mare iubitor al sportului. Printre preferințele sale se numără baschetul, golful, schiul, surfingul. Este cunoscător al tehnicii Krav Maga, o tehnică de autoapărare dezvoltată de armata israeliană. Iubita lui, Dominique Geisendorff, i-a dăruit o fiică, Everleigh Ray Gigandet, pe 14 aprilie 2009.

## Filmografie
- Răzbunătorul (Priest 3D) (2011)
- Burlesque: vis împlinit (2010)
- Păcătoasa (2010)
- The Experiment (2010)
- Misterul gemenilor (2009)
- Pandorum (2009)
- Nu da înapoi (2008)